# Siti archeologici a Napoli
(Daniela Giampaola, archeologa esperta di archeologia napoletana)

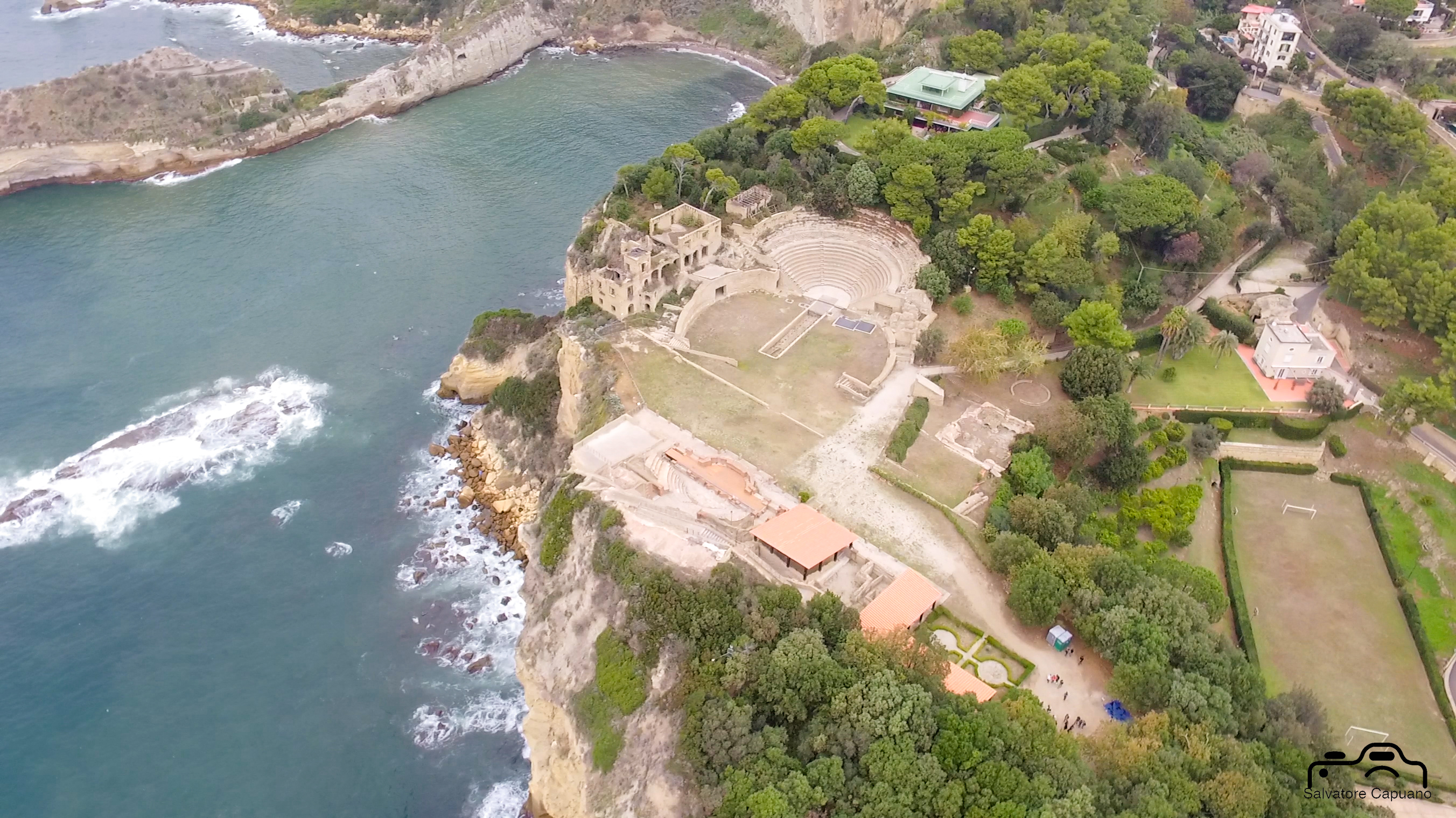
Parco archeologico di Posillipo

Napoli e i suoi immediati dintorni custodiscono un patrimonio archeologico di inestimabile valore, tra i primi al mondo. Si pensi ad esempio al parco archeologico dei Campi Flegrei (Cuma, Baia, Anfiteatro Flavio e i fori di Pozzuoli) collegato in maniera diretta al centro di Napoli attraverso il servizio Cuma Express della ferrovia Cumana; oppure all'area vesuviana (scavi di Pompei, di Ercolano e di Oplontis, riportati nella lista dei patrimoni dell'umanità dell'UNESCO ed il primo dei quali, costituente il sito archeologico più visitato in Italia e punto di riferimento per lo studio della vita e della società della Roma antica) collegata direttamente alla città partenopea tramite il Campania Express della ferrovia Circumvesuviana.
Partenope, fondata dai cumani nell'VIII secolo a.C., ha lasciato non molte tracce di sé, quali i resti di una necropoli del VII secolo a.C., il tratto di una murazione in piazza del Municipio (probabilmente appartenuta al porto) e vari gruppi di materiali di abitato. Uno dei motivi è la difficile attuazione, a causa delle moderne strutture vigenti nell'area, di ricerche archeologiche sulla collina di Pizzofalcone.
Molto più documentata è invece la Neapolis greca e romana (anche grazie ai relativamente recenti lavori di ampliamento della metropolitana), che annovera molti siti e reperti archeologici (quest'ultimi conservati in vari musei archeologici cittadini, fra tutti il MANN).
Sono di seguito elencati prevalentemente i siti archeologici di epoca classica riferibili alla città ed al circondario legato storicamente ed urbanisticamente ad essa.

## Siti archeologici

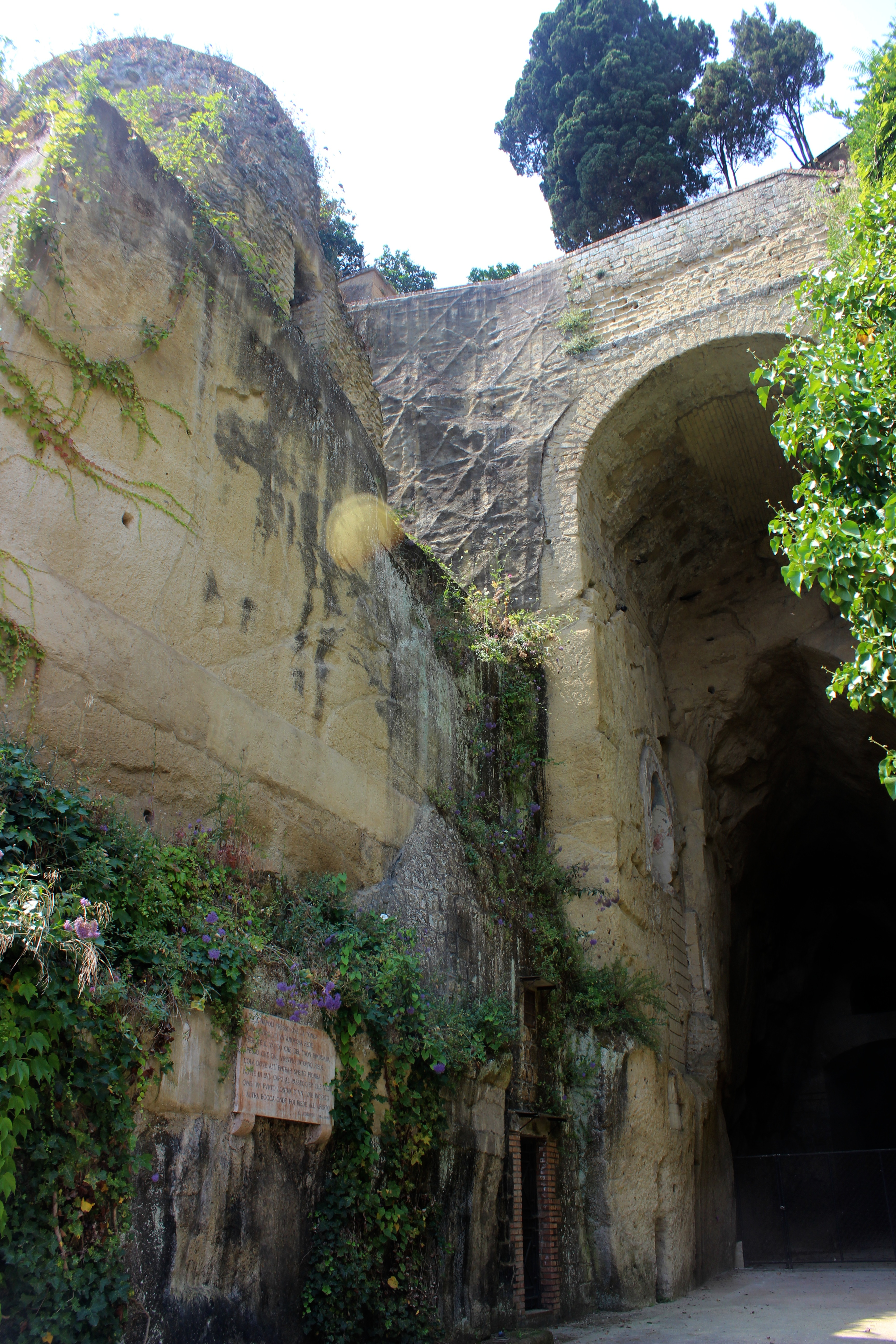
Crypta Neapolitana

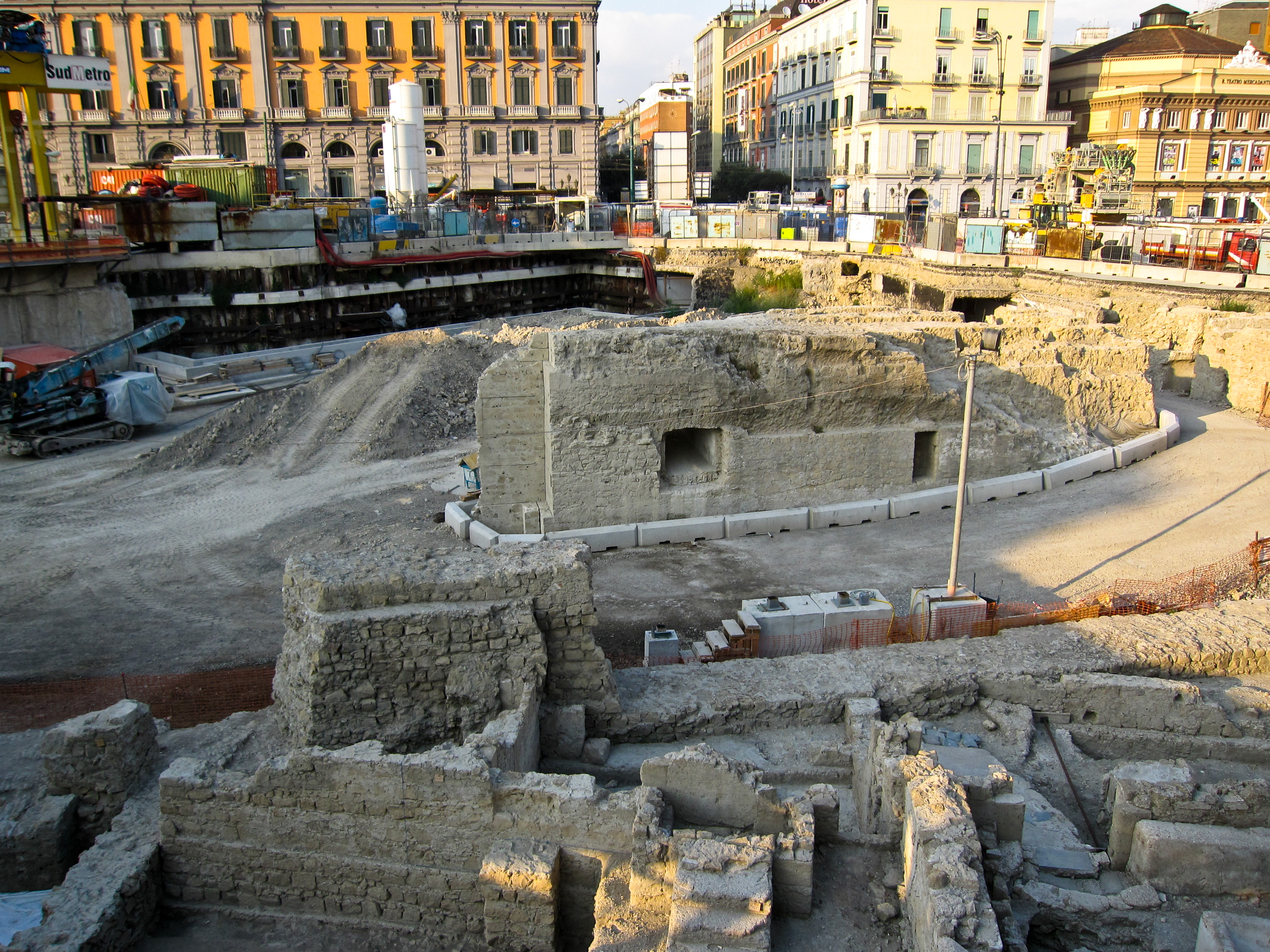
Resti della cinta bastionata di Castel Nuovo, edificata in parte su resti del porto romano e greco

### Principali
- Area archeologica e terme di Santa Chiara:

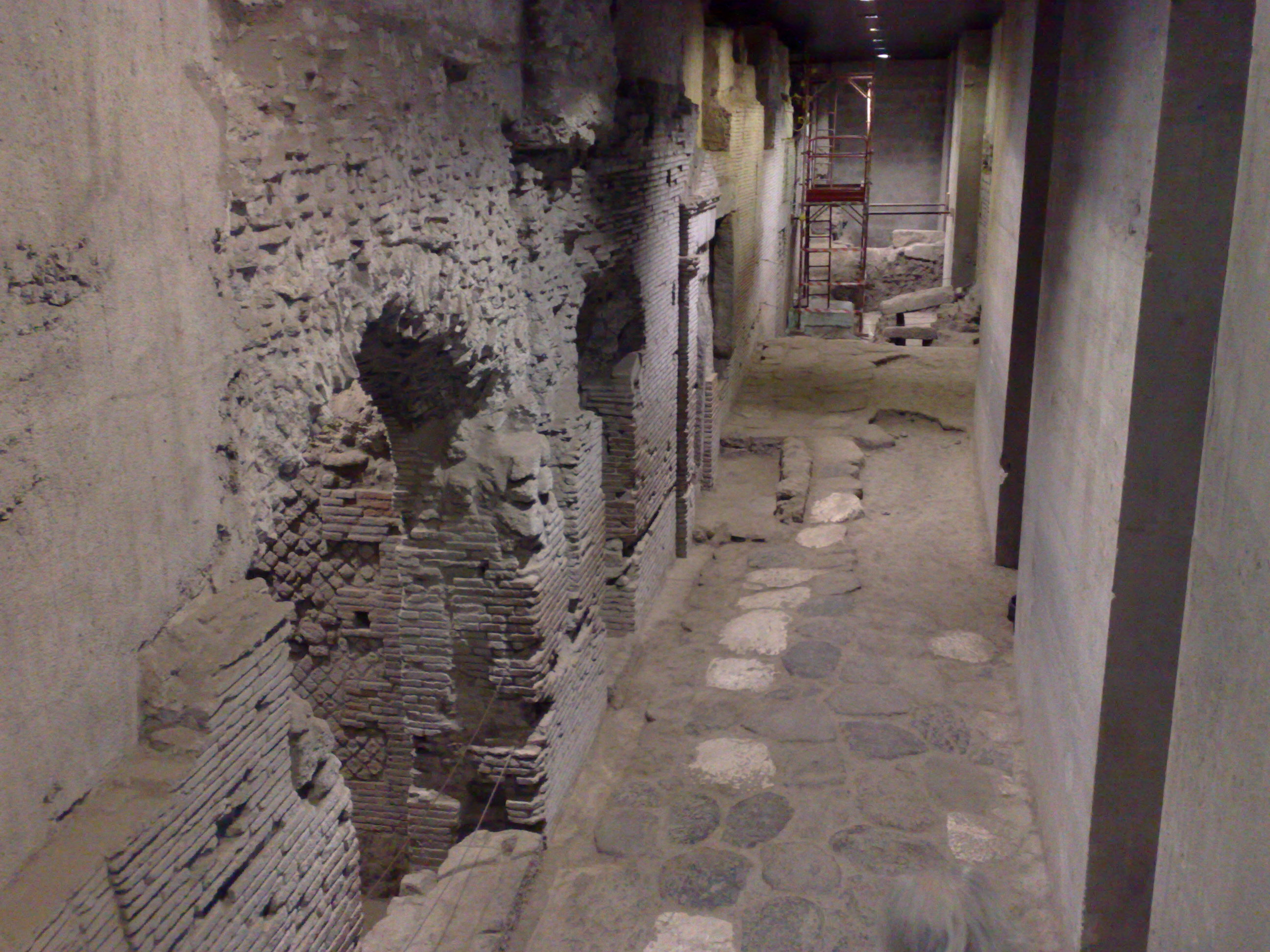
Uno scorcio del mercato romano di Neapolis, sepolto dai lahar del V secolo

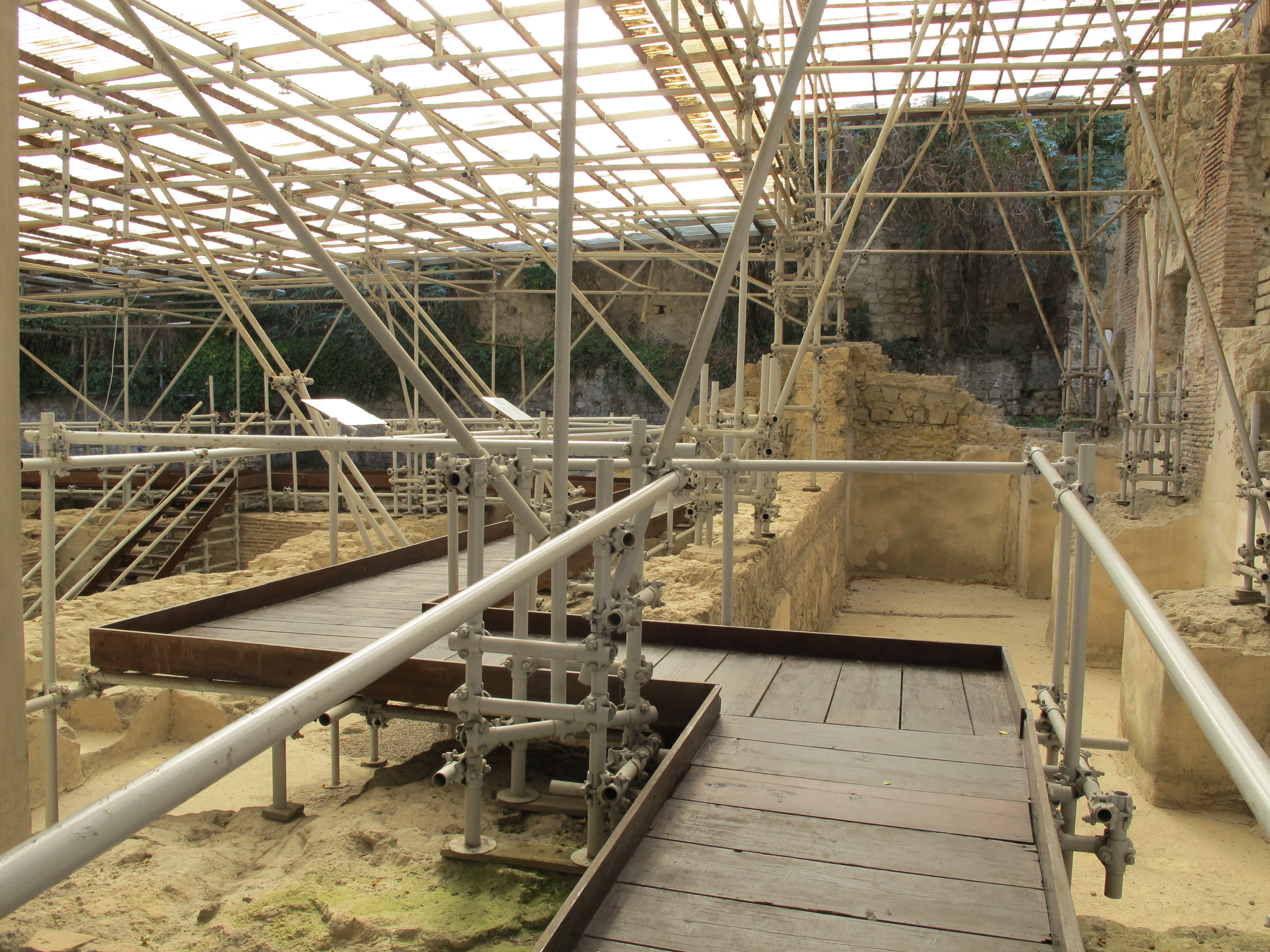
Area archeologica di Santa Chiara

Si sviluppa sotto la basilica di santa Chiara ed oltre ad una sezione museale in cui vengono esposte anfore, oggetti di ceramica e marmi risalenti al II e III secolo d.C., il sito possiede quello che molto probabilmente è il più rilevante complesso termale di Napoli.

- Crypta Neapolitana:
Ubicata all'interno del parco Vergiliano a Piedigrotta, la crypta sostanzialmente è una galleria scavata nel tufo lunga 711 metri e che rientrava in un piano di lavori dei romani che intesero realizzare in quel periodo diverse infrastrutture militari. Dopo la caduta dell'impero, la galleria non andò in disuso ma fu utilizzata per fini civili in quanto riusciva a collegare agevolmente due zone della città molto distanti tra loro, Mergellina con Fuorigrotta. La galleria subì nei secoli successivi dei lavori di adeguamento che iniziarono nel XV secolo sotto il dominio di Alfonso V d'Aragona e perdurarono fino al regno di Giuseppe Bonaparte quando fece installare all'interno lampade ad olio. Molte sono le leggende che ruotano attorno alla crypta neapolitana, su tutte quella che vuole che sia stato il poeta latino Virgilio, sepolto nei pressi dell'ingresso orientale della galleria, a scavarla.
- Decumani di Napoli:
Costituiscono le vie più importanti del centro antico di Neapolis. Anche se vengono consuetudinariamente chiamate col termine istituito dai romani decumano, le strade rappresentano quelle che erano nel periodo classico le platieiai. Le suddette vie, che tagliano da ovest a est la città, sono parallele tra loro e sono, da nord a sud, la platieia superiore, la maggiore e quella inferiore. Le stesse vengono tagliate perpendicolarmente da un numero di stenopoi (cardini) che sono stimabili ad un numero variabile che va dai venti ai ventiquattro vicoli. L'intero impianto stradale conserva oggi un numero importante di monumenti, chiese, e siti archeologici, ed inoltre custodisce il cuore del centro storico di Napoli.

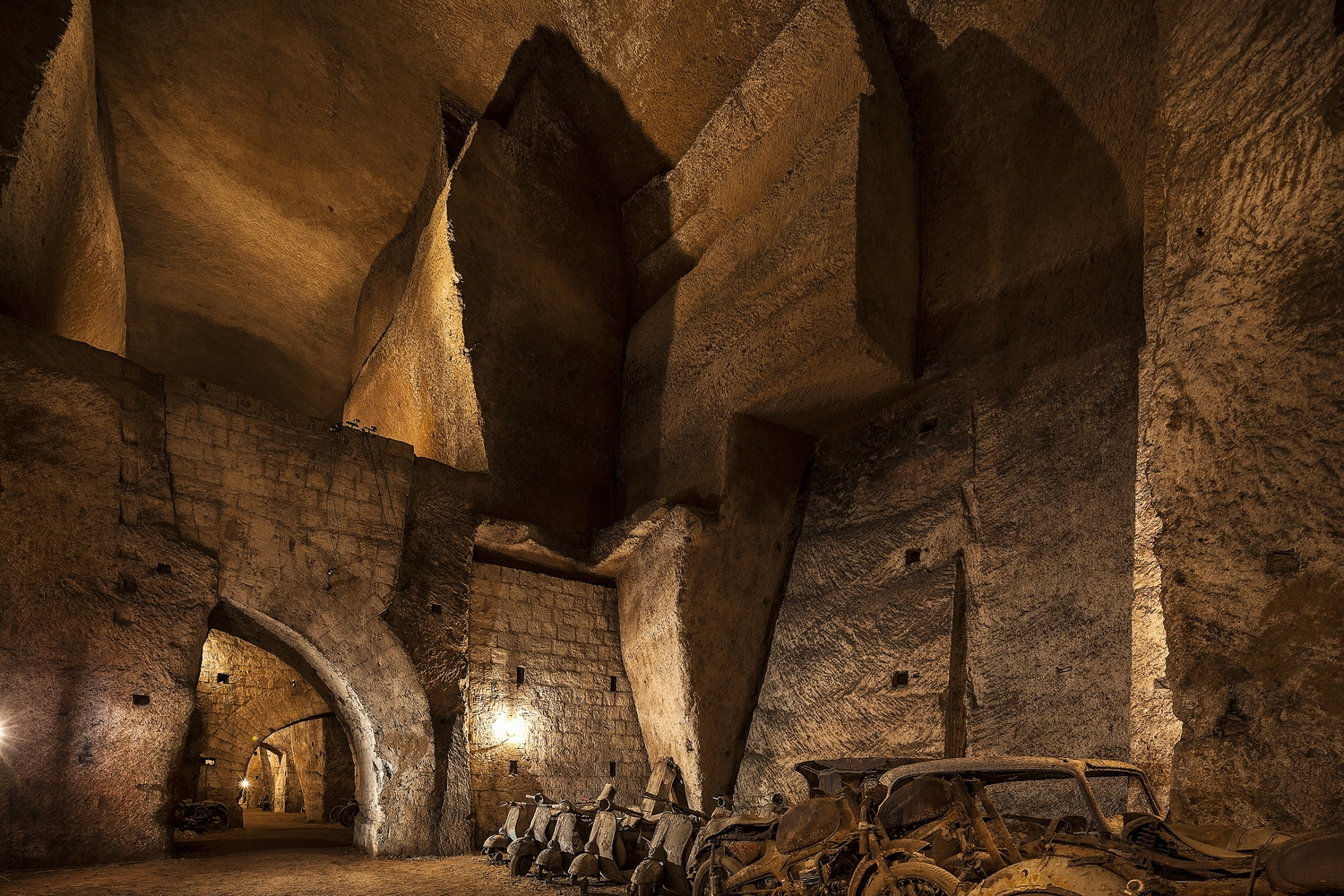
La Galleria Borbonica

- Sottosuolo di Napoli:
Complesso di cunicoli ed ambienti scavati nel sottosuolo della città, il sottosuolo di Napoli, rappresenta molto probabilmente il sito archeologico più vasto di Napoli (pari al 60% della città sorta in superficie). Risalente all'epoca greca, quando vennero scavati i terreni per estrarre il tufo, la struttura ha poi subito le influenze delle epoche successive diventando prima un acquedotto durante il periodo romano, poi un rifugio per i cittadini napoletani durante la seconda guerra mondiale. Sotto quest'ultimo aspetto, risultano molto suggestive infatti le incisioni e i graffiti dei rifugiati che testimoniavano quotidianamente ciò che accadeva sopra il livello della strada.
- Parco archeologico di Posillipo:
Il parco si trova sulla collina di Posillipo, fuori dal nucleo antico della città. Offre la possibilità di visitare diversi frammenti archeologici di epoca romana, nonché importanti siti, come: il teatro Odeon, la villa imperiale di Pausylipon, il parco sommerso di Gaiola, il palazzo degli Spiriti e la grotta di Seiano, quest'ultima lunga 770 metri e voluta da Marco Vipsanio Agrippa per collegare le ville di Pausilypon alle zone di Cumae e Puteoli. La villa oggi è di fatto uno dei due ingressi al parco archeologico.
- Scavi di San Lorenzo Maggiore:
Ubicati sotto il complesso di san Lorenzo Maggiore, gli scavi mostrano i resti del lato commerciale che si sviluppava in quell'area dell'antica agorà greca, corrispondente all'attuale piazza San Gaetano. Il sito, risale al IV secolo a.C. con alcuni innesti del periodo imperiale, è in effetti di recente costituzione essendo i lavori di scavo attuati negli anni '80 e terminati solo agli inizi di quelli '90.
- Tunnel borbonico o Galleria Borbonica:
 È una cavità sotterranea di Napoli che si estende sotto la collina di Pizzofalcone, nei pressi di Palazzo Reale, nel quartiere San Ferdinando.
- Villa di Licinio Lucullo:
L'antica villa fu costruita intorno al I secolo a.C. per volontà di Lucio Licinio Lucullo che acquisì sull'isolotto di Megaride fino alla collina di Pizzofalcone un vasto loto di terra. I resti della villa si possono ammirare nei sotterranei del castel dell'Ovo, sul monte Echia ed infine diversi frammenti sono stati rinvenuti anche nei pressi di piazza Municipio.[6]
- Area archeologica di Ercolano:
 Ritenuto uno dei siti archeologici più famosi al mondo[7], si tratta di un centro abitato distrutto dall'eruzione del Vesuvio del 79 d.C.. L'antica Ercolano risentì così ampiamente dell'influsso di Neapolis che può essere considerata un suo suburbio[8][9]. Anche la pianta a scacchiera dell'insediamento sembra ricalcalcare fedelmente, in versione ridotta, quella della vicina Neapolis[10]. I suoi tesori e quelli provenienti da tutta l'area vesuviana (facenti parte soprattutto delle collezioni borboniche) sono custoditi nel MANN.

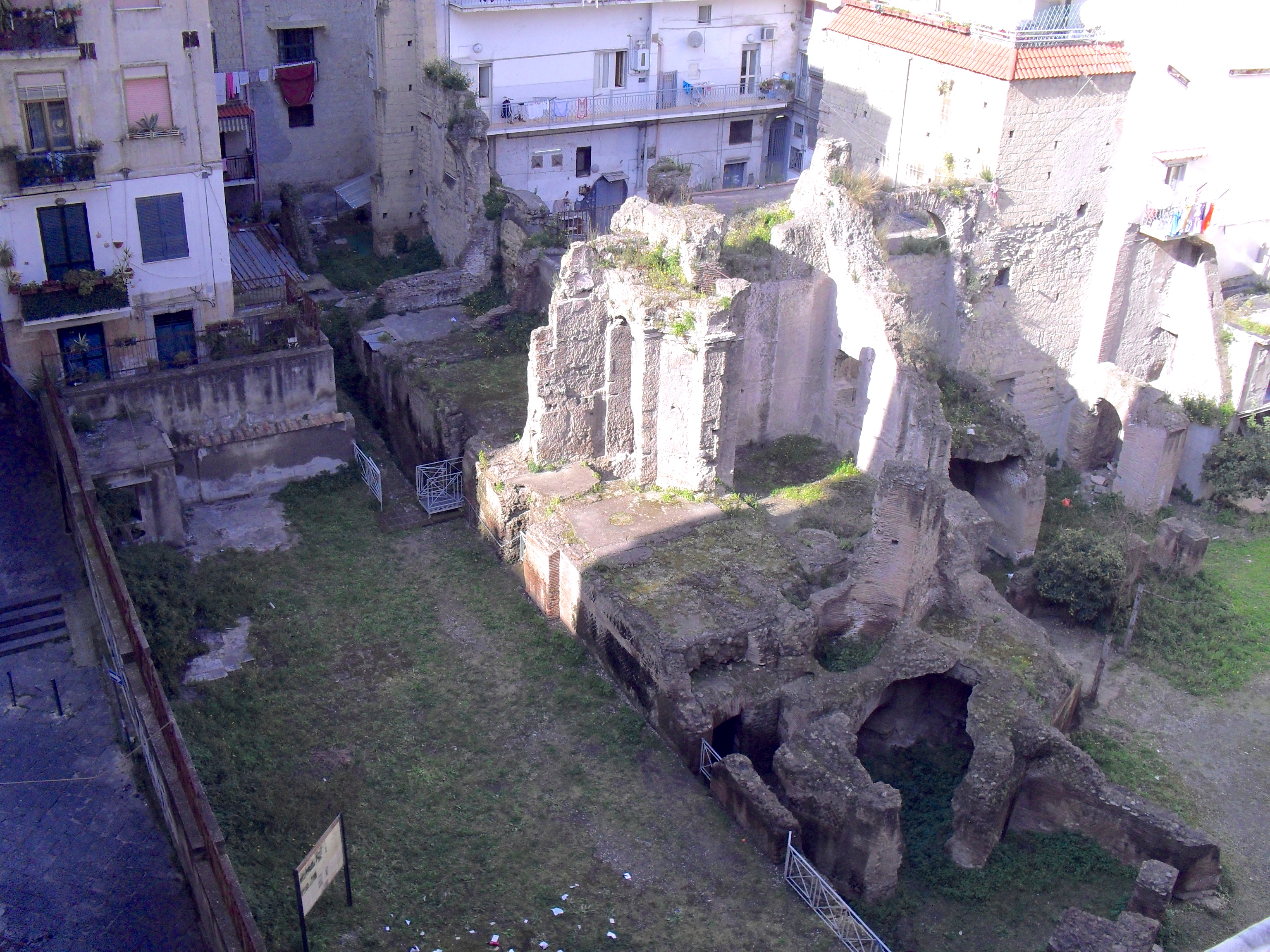
Resti di un edificio di epoca romana a Carminiello ai Mannesi

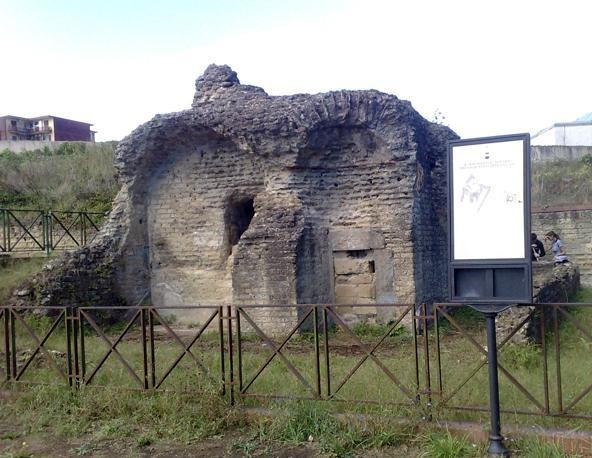
Mausoleo funerario (epoca romana) di Pianura

### Altri siti e reperti archeologici
- Teatro romano di Neapolis
- Mura di Napoli
- Catacombe di Napoli
- Chiesa del Carminiello ai Mannesi
- Fontana delle zizze
- Grotta del Cane
- Villa di Caius Olius Ampliatus
- Villa romana di Scampia
- Isolotto di Megaride
- Monte Echia (sperone roccioso su cui sorse la polis greca)
- Necropoli di Castel Capuano (V secolo a.C.)
- Ipogei greci di Napoli (nel Rione Sanità, IV-III secolo a.C.)
- Necropoli greca di Pizzofalcone (VII secolo a.C.)
- Necropoli greca di via Santa Teresa degli Scalzi (IV secolo a.C.)
- Necropoli greca di San Giovanni a Carbonara
- Necropoli greca di Castel Nuovo
- Necropoli greca ai Santi Apostoli
- Ipogeo dei Cristallini
- Oasi di Santa Maria di Pietraspaccata
- Sito archeologico all'interno della Mostra d'Oltremare
- Statua del dio Nilo
- Ponte romano (via Salvator Rosa)
- Ponti Rossi
- Resti del Tempio dei Dioscuri
- Resti dell'acropoli greca sulla collina di Caponapoli
- Resti della Porta Furcillensis
- Resti di epoca romana in Sant'Aspreno al Porto
- Resti di una domus romana e di un complesso termale nei sotterranei di palazzo Ricca in via Tribunali
- Reperti di epoca romana nel chiostro dei Santi Marcellino e Festo
- Resti romani interni al Maschio Angioino
- Scavi archeologici del Duomo
- Resti e reperti archeologici della metropolitana di Napoli (stazioni di Toledo, Municipio, Università, Salvator Rosa, Duomo)
- Strada romana all'interno del palazzo Corigliano (aula "Mura Greche")
- Terme romane di Agnano
- Terme romane di via Terracina
- Tomba di Virgilio
- Tombe eneolitiche di Materdei
- Tazza di Porfido
- Resti dei Camaldoli (età del bronzo ed età romana)
- Mausoleo/i romano/i di Pianura
- Mausoleo romano di via Pigna
- Resti romani di Marechiaro e Posillipo (resti antichi presenti in Villa Bracale, Villa Karnap, al largo di Villa Rosebery, a calata Ponticello e ulteriori altri resti e reperti sono diffusamente presenti in zona)
- Resti romani alla Pietrasanta
- Chiatamone e cappella Vecchia ("grotte Platamoniche" citate già in epoca greca)
- Mausoleo La Conocchia (distrutto)
- Basilica paleocristiana sotterranea di San Pietro ad Aram
- Resti archeologici (probabilmente strutture portuali di Partenope) al largo di castel dell'Ovo[11][12]
- Resti archeologici di una grande villa romana del I secolo a.C. nel quartiere Pianura[13]